# اشباح (نمایش‌نامه)
اشباح (به دانمارکی: Gengangere) نام نمایشنامه‌ای است اثر هنریک ایبسن، نویسندهٔ اهل نروژ. این کتاب یکی از آثار مشهور ادبی جهان است.